# جونابة
جُونَابَة بلدة موريتانية وإحدى بلديات ولاية البراكنة.